# Плаштьовце
Плаштьовце (словац. Plášťovce) — село, громада округу Левіце, Нітранський край. Кадастрова площа громади — 50.51 км².
Населення 1515 осіб (станом на 31 грудня 2018 року).

## Історія
Плаштьовце згадується 1156 року.

## Населення
| Рік:            | 1994. | 2004.   | 2014.   | 2024.   |
| --------------- | ----- | ------- | ------- | ------- |
| Кількість осіб: | 1787  | 1701    | 1594    | 1442    |
| Різниця:        |       | -4,81 % | -6,29 % | -9,53 % |

| Рік:            | 2023. | 2024.   |
| --------------- | ----- | ------- |
| Кількість осіб: | 1468  | 1442    |
| Різниця:        |       | -1,77 % |